# Tillandsia frank-hasei
Tillandsia frank-hasei är en gräsväxtart som beskrevs av Jason Randall Grant. Tillandsia frank-hasei ingår i släktet Tillandsia och familjen Bromeliaceae. Inga underarter finns listade i Catalogue of Life.